# Gallehvand
Gallehvand (persiska: گَلِهبَند, گَلِّه بَند, گله وند) är en ort i Iran.   Den ligger i provinsen Lorestan, i den centrala delen av landet, 300 km sydväst om huvudstaden Teheran. Gallehvand ligger 2 089 meter över havet och antalet invånare är 300.
Terrängen runt Gallehvand är varierad.Runt Gallehvand är det glesbefolkat, med 19 invånare per kvadratkilometer. Närmaste större samhälle är Kān Sorkh, 18,4 km nordväst om Gallehvand. Trakten runt Gallehvand består i huvudsak av gräsmarker.